# 大埔县进光中学
大埔县进光中学，一般被简称为进中或进光，因其所在进光村而得名，是中國廣東省梅州市大埔县湖寮镇进光村内的一所高级中学，由萧畹香捐资创办于1987年。
进光中学曾为完全中学，但因所在的进光村人口流失，无生源后撤裁初中部，便成为高级中学，此后，学生几乎就没有来自进光村的人。
进光中学于1991年评为县重点学校，在1996年评为市一级学校，在评省一级学校途中因征地事宜，无法成功建设操场导致未能评选省一级学校，后续因位置偏僻，生源质量逐渐降低，即便有了操场也不能评为省一级学校了。
2022年，进光中学改建，改建期间学生于大埔县田家炳实验中学借读，仍具有进中学籍。2024年8月改建完成后的新一届学生回到进光村原址就读，仍为普通高中。。

## 组织架构
进光中学与其他中国大陆学校一样，设置党委与团委组织。除此之外，还有因学校行政用途而设置的部委。
| 组织                                       | 负责人 职称 | 负责人 |
| ------------------------------------------ | ----------- | ------ |
| 中国共产党大埔县进光中学支部委员会         | 党支部书记  | 张永敏 |
| 中国共产主义青年团大埔县进光中学支部委员会 | 团支部书记  | 黄煜燕 |

大多部委由学校直管，部分部委由学生会所管理。
| 部委名称   | 负责人职称      | 负责人     | 备注                   |
| ---------- | --------------- | ---------- | ---------------------- |
| 校长办公室 | 校长            | [[张永敏]] |                        |
| 联络室     | 主任            |            |                        |
| 总务处     | 主任            |            |                        |
| 教导处     | 主任            |            |                        |
| 政教处     | 主任            | 廖昌坤     |                        |
| 财务处     | 会计            |            |                        |
| 电视部     |                 |            | 已停用                 |
| 工程部     |                 |            |                        |
| 学生会     | 会长/主席团主席 | 郭媛       | 主席团主席即学生会会长 |
| 广播部     | 部长            | 胡秀榕     | 学生会管理             |
| 生活部     | 部长            | 李佳欣     | 学生会管理             |
| 纪律部     | 部长            | 吴家涵     | 学生会管理             |
| 体育部     | 部长            |            | 学生会管理，已停用     |